# Territorios sirios

Situación actual de Siria:

Los territorios sirios es la denominación que recibe los territorios que se encuentran bajo control del gobierno sirio de Bashar al-Ásad posterior al inicio de la Guerra Civil Siria, los territorios sirios hasta 2014 presentaron una recaída debido al constante avance de los grupos rebeldes de la oposición Siria, además de las demandas territoriales de Estado Islámico y la invasión por parte de países extranjeros como Turquía, Israel o Estados Unidos hasta la entrada de Rusia en 2015, cuando el gobierno logró hacer retroceder a todos sus rivales e incluso comenzó a ganar terreno como es el caso de Alepo y toda la frontera entre Siria y Líbano.

## Zonas seguras
Desde la creación de las zonas seguras el gobierno sirio a aceptado ceder algunos territorios hacia los rebeldes y abstenerse de querer recuperar el control de las provincias ocupadas por naciones extranjeras debido al apoyo de estas al intento de llegar a la paz.